# Steganopsis bakeri
Steganopsis bakeri är en tvåvingeart som beskrevs av Mario Bezzi 1914. Steganopsis bakeri ingår i släktet Steganopsis och familjen lövflugor. Inga underarter finns listade i Catalogue of Life.